# Bohdan Manyszyn
Bohdan Manyszyn (ur. 24 października 1972 w Nowym Rozdole) – ukraiński biskup katolicki Ukraińskiego Kościoła Greckokatolickiego, od 2014 eparcha stryjski.

## Życiorys
Chirotonii na prezbitera udzielił mu 15 października 2002 biskup Julian Gbur. Po święceniach i studiach w Lublinie pracował jako duszpasterz parafii eparchii stryjskiej oraz jako kapelan wojskowy we Lwowie. Od 2010 protosyncel eparchii.
Został wybrany biskupem pomocniczym eparchii stryjskiej. 2 kwietnia 2014 papież Franciszek zatwierdził ten wybór i nadał mu stolicę tytularną Lesvi. Chirotonii biskupiej udzielił mu 24 maja 2014 arcybiskup Światosław Szewczuk.